# Mihalj Šilobod
Mihalj Šilobod-Bolšić (Sillobod) (Podgrađe Podokićko, 1. studenog, 1724. – Sveta Nedelja, 8. travnja, 1787.) hrvatski (kajkavski) je pisac, rimokatolički svećenik i matematičar, autor prve hrvatske aritmetike.
Rođen je i kršten imenom Michael u Podgrađu p/O kao sin Andrije Šiloboda i Margarete Gunarić (Guunarich). Andrija Šilobod je tada bio ugledni visoki časnik karlovačkoga vojnog generalata slunjske pukovnije, dakle u okviru Vojne granice. Od 1735. do 1739. borio se je protiv Turaka. Kraljica Marija Terezija mu je dala plemićki status (1758.) za njegove vojne zasluge.  Školu je pohađao u Samoboru, gimnaziju u Zagrebu kod isusovaca. Filozofiju je studirao u Beču. Daljnji izobrazbeni put Šiloboda je vjerojatno Bologna. Ljetopis Collegium hungarico-illyricum iz Bologne tiskan je 1989. Ljudevit Ivančan prepisao je ovu kroniku 1929. godine. U njoj se može vidjeti ime "Michael Sillobod". 1758. je dao tiskati kajkavski priručnik matematike Aritmetika Horvatszka.Isti priručnik je prigodno kajkavskom izričaju potpisao kao Mihalj Šilobod - Bolšić. Pisao je i latinske pjesme prigodnice i još kabalu Cabala de lesu Lotto.
Mihaelov brat, Ivan (Johan) Šilobod također je bio vojnik u slunjskom pješaštvu.
Mijo Šilobod je najprije bio kapelan u Dubovcu kod Karlovca. 1751. je bio imenovan župnikom u Martinskoj Vesi kod Siska. Ovdje je dao izgraditi novu crkvu. Umro je u Svetoj Nedelji kod Samobora. Ovdje je 1783. dogradio župnu crkvu i sakristiju, dao oslikati glavni oltar, uredio grobnicu za župnike u kojoj je i on pokopan. U istom razdoblju dok je službovao u Sv.Nedjelji posebno se založio za izgradnju prve pučke škole u Sv.Martinu pod Okićem – susjednoj župi gdje je rođen. Samu parcelu na kojoj je kasnije sagrađena škola 1761.g. od Kaptola je kupio Mihaelov otac Andreas pl. Šilobod, uz asistenciju obitelji Zrinski te ju prenio u vlasništvo sina Michaela – župnika u Sv.Nedjelji koji ju je unaprijed zavjetovao za namjenu pučke škole. Današnja osnovna škola u Sv.Martinu p/O nosi ime Mihaela Šiloboda.
2022. godine u Svetoj Nedelji je osnovana nova nova knjižnica koja je također dobila ime po Mihaelu Šilobodu. Michael u svojem životu nikad nije koristio obiteljsko plemstvo kao privilegiju, na svojim djelima i u vjerskoj službi uvijek se jednostavno potpisivao s M.Silobod.
Izvod iz matice krštenih za Mihaela Šiloboda se nalazi u sljednoj obitelji Šilobod u Podgrađu p/O.

## Djela
- Arithmetika Horvatszka koju na obchinſzku vſzega Orſzaga haſzen, y potrebochu z-vnogemi izebranemi Példami obilnò iztolnachil, y na ſzvetlo dál je: Mihaly Sillobod, Drugàch Bolssich Martinszke Veszi plebanus. (1758.)
- Fundamentum cantus Gregoriani, seu chroralis pro Captu Tyronis discipuli, ex probatis authoribus collectum, et brevi, ac facili dialogica methodo in lucem expositum opera, ac studio. A.R.D. Miachaelis Sillobod, parochi in Martinszka Vesz, Zagrabeae, Typis Cajetni Farncisci Härl, Inclyti Regni Croatiae Typographi (1760.)
- Cabala de lesu Lotto et varia Fortuna quam Ecclesiae SS. Trinitatis sub Castro Okich fundatae, Parochuis MIChaeL SILLoboD eXposVIt. Zagrabiae. (1768.)

## Vanjske poveznice
- Arithmetika horvatszka (1758.), books.google.hr